# حدف (محضة)
حدف منطقة سكنية تقع في ولاية محضة، التابعة لمحافظة البريمي في سلطنة عمان. يقدر عدد سكانها بـ 601 نسمة حسب إحصاء عام 2010 التابع للمركز الوطني للإحصاء والمعلومات الحكومي. و كانت المنطقة تابعه في السابق الى بن ساعد البدواوي  رمز المنطقة هو 40210441.

## الوصلات الخارجية
- المركز الوطني للإحصاء والمعلومات، سلطنة عمان